# Thada
Thada (nep. ठाडा) – gaun wikas samiti w zachodniej części Nepalu w strefie Lumbini w dystrykcie Arghakhanchi. Według nepalskiego spisu powszechnego z 2011 roku liczył on 2081 gospodarstw domowych i 9121 mieszkańców (4982 kobiety i 4139 mężczyzn).